# Generalkommando 61
Das Generalkommando 61 war eine Kommandobehörde der Armee des Deutschen Kaiserreiches im Ersten Weltkrieg.

## Gliederung
Das Generalkommando 61 war ein Generalkommando z. b. V. (Generalkommando zur besonderen Verwendung). Diese entstanden ab 1916 und waren reine Kommandostellen, Verbände wurden ihnen nach Bedarf zugeordnet.

## Geschichte
Generalleutnant Karl Surén wurde im November 1916 zum Kommandeur des neu gegründeten Generalkommandos z.b.V. Nr. 61 ernannt. Das Generalkommando war bis Kriegsende überwiegend am Balkan eingesetzt.
1918 war das Generalkommando Teil der an der Mazedonienfront eingesetzten 11. Armee und führte zusammen mit dem Generalkommando 62 großteils bulgarische Divisionen. Beim Zusammenbruch der Balkanfront im September 1918 waren dem im Raum nördlich Monastir eingesetzten Kommando die bulgarische 2., 3. und 4. Infanterie-Division unterstellt.

## Kommandierender General
| Dienstgrad      | Name       | Datum                        |
| --------------- | ---------- | ---------------------------- |
| Generalleutnant | Karl Surén | November 1916 bis Kriegsende |